# 代用ウミガメ

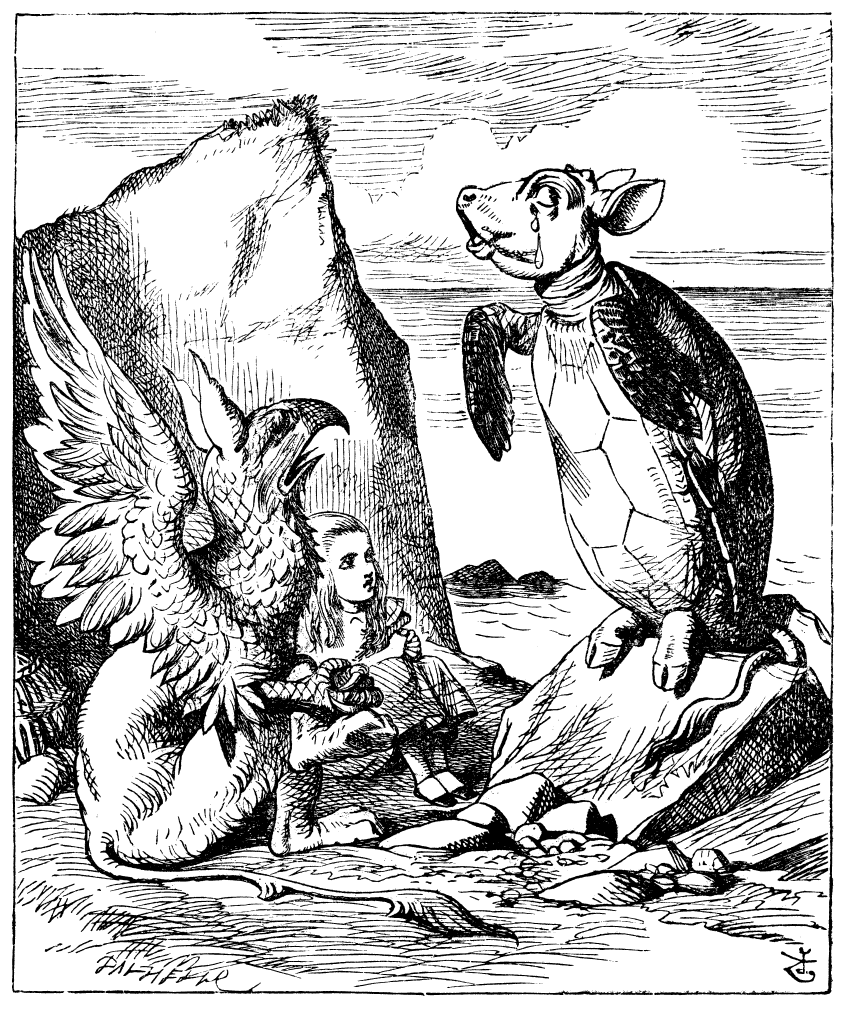
ジョン・テニエルによるグリフォンと代用ウミガメの挿絵

代用ウミガメ（だいようウミガメ、Mock Turtle）またはにせウミガメ、ウミガメモドキは、ルイス・キャロルが1865年に発表した『不思議の国のアリス』に登場する架空のキャラクターである。この名前は、ビクトリア朝時代に人気だった料理「モックタートルスープ」に由来する。

## 不思議の国のアリス
それから女王は、息を切らしながら話を終え、アリスに言った。「代用ウミガメはもう見たか?」
「いいえ」とアリスは言った。「代用ウミガメが何なのかも知らないわ。」

女王は「それはモックタートルスープの原料だ」と言った。
キャロルはヴィクトリア朝時代のファッションやエチケットを題材にした洒落を好み、頻繁にそれを表現した。ジョン・テニエルの挿絵は滑稽な趣を与えている。モックタートルスープが本物のカメのスープの味を真似るために子牛の頭と足で作られた代用スープであることから、テニエルはカメの体と前ひれ、そして子牛の頭と足を持つ生物を描いている。
アリスはグリフォンと共に代用ウミガメに遭遇する。代用ウミガメは非常に憂鬱な性格で、その陰気な態度はかつて本物のカメだったことに由来すると見られる。代用ウミガメはアリスに、海の学校に通っていた頃のことを話す。先生はトータスと呼ばれる老いたウミガメだったと言い、アリスが、カメなのになぜトータスと呼ばれるのかと尋ねると、代用ウミガメは「教えてくれたからトータスって呼んだんだよ！」と答える（「トータス」と「教えてくれた」はどちらも標準英語では[tɔːtəs]と発音される）。 発音)。